# Confederazione generale del lavoro (Spagna)
La Confederazione generale del lavoro (Confederación General del Trabajo, CGT) è un Sindacato spagnolo.

## Storia
Nasce a partire dal 1979 attraverso una serie di scissioni che si producono nella storica Confederación Nacional del Trabajo (CNT) a seguito di divergenze sulla politica da seguire nel corso della Transizione spagnola, seguita alla morte del dittatore Francisco Franco.
Il primo nucleo della nuova organizzazione nasce nel 1979 a seguito di una controversia sulla partecipazione o meno alle elezioni sindacali, mantiene la denominazione CNT ed è nota come CNT-Congreso de Valencia, per aver celebrato in quella città il suo congresso, alternativo a quello ufficiale. Nel 1984 il sindacato si riunisce con altri gruppi scissionisti ed è nota con il nome di CNT-Renovada. In generale gli scissionisti accusano la casa madre di eccessivo dogmatismo ideologico che allontanerebbe i simpatizzanti e renderebbe difficile l'attività sindacale.
L'esistenza di due organizzazioni sindacali con lo stesso nome ha provocato una controversia legale alla fine della quale, nell'aprile 1989, il sindacato ha assunto l'attuale denominazione. 
La CGT nel 2018 riuniva circa 85.000 iscritti ed ha eletto 7000 delegati alle elezioni di quell'anno per il rinnovo dei Comité de empresa (corrispondenti alle RSU italiane)
Alle elezioni sindacali del 2019 si è confermata il quinto sindacato spagnolo dopo Comisiones Obreras, UGT, Unión Sindical Obrera e CSIF con 5.557 delegati (2%).